# Walter Geering
Walter Theodor Geering (* 8. November 1890 in Bern; † 4. Juni 1976 in Lausanne; heimatberechtigt in Basel) war ein Schweizer Bundesgerichtsschreiber.

## Leben
Walter Geerings Vater war der Sekretär der Basler Handelskammer, Dr. Traugott Geering. Er besuchte das Gymnasium und die Universität in Basel, wo er 1914 zum Dr. jur. promovierte. Von 1916 bis 1919 war er Sekretär der Eidgenössischen Steuerverwaltung; und von 1916 bis 1929 war er Sekretär der Eidgenössischen Kriegssteuer-Rekurskommission; von 1918 bis 1929 war er Sekretär der Eidgenössischen Stempelkommission. Ab 1929 war er Gerichtsschreiber am Schweizerischen Bundesgericht in Lausanne. 1942 wurde Geering von den Liberalen erfolglos als Nachfolger von Bundesrichter Emil Kirchhofer portiert. 1956 wurde er altershalber vom Bundesgericht verabschiedet. An seinem 80. Geburtstag (1970) wurde er in der Basler Zeitung als «‹Kirchenvater› der bundesgerichtlichen Steuer- und Verwaltungsrechtspraxis» gefeiert. Geering war Mitglied der Liberal-demokratischen Partei.

## Schriften (Auswahl)
- Zum Rechtsbegriff «Anstalt». In: Zeitschrift für Schweizerisches Recht, (1923)
- Die Rechtsprechung kantonaler Oberinstanzen für die Vermögens- und Einkommenssteuern. 1: Bern und Zürich 1925. 2: Aargau, Basel–Stadt, Bern, St. Gallen, Zürich 1926. 3: Aargau, Basel–Stadt, Bern, St. Gallen, Solothurn und Zürich 1927. Alle in VSA. (1927–1928)
- Gemeinnützigkeit als Befreiungsgrund bei eidgenössischen und kantonalen Steuern. (1927)
- Der Umfang des Rechtsstreites im Steuerprozess. (1928)
- Über die Anwendung von Steuergesetzen. (1928)
- Die Rechtsprechung der eidgenössischen Kriegssteuer-Rekurskommission auf dem Gebiete der eidgenössischen Kriegssteuer. (1929)
- Aus der Praxis des Bundesgerichts in Steuersachen. VSA. (1930)
- Aus der Praxis des Bundesgerichts in Doppelbesteuerungsrekursen. In: Archiv für Schweizer Abgaberecht. (1932–1933)

### Nachschlagewerke
- Geering, Walter (Theodor). In: Hermann Aellen (Hrsg.): Schweizerisches Zeitgenossen-Lexikon. Verlag des Schweizerischen Zeitgenossen–Lexikons, Bern 1921, S. 240.
- Albert Bruckner (Chefredaktor): Geering, Walter Theodor. In: Neue Schweizer Biographie. Buchdruckerei zum Basler Berichthaus, Basel, S. 174.

### Zeitungsartikel
- Die Liberalen portieren Dr. Walter Geering als Nachfolger von Bundesrichter Kirchhofer. In: Basler Nachrichten. Nr. 327, 28./29. November 1942.
- Zur Kandidatur Geering für das Bundesgericht. In: Basler Nachrichten. Nr. 336, 7. Dezember 1942.
- [Ohne Titel]. In: Basler Nachrichten. Nr. 338, 9. Dezember 1942.
- Die Situation vor den Bundesrichterwahlen. In: Basler Nachrichten. Nr. 345, 16. Dezember 1942.
- Beanstandung des Wahlverfahrens. In: Basler Nachrichten. Nr. 346, 17. Dezember 1942.
- O.: Kampf um einen Bundesrichtersitz. In: Basler Nachrichten. Nr. 347, 18. Dezember 1942 (Mit «Berichtigung» erschienen in den Basler Nachrichten Nr. 349 vom 21. Dezember 1942).
- e.g.: Zur Neuwahl eines Bundesrichters. In: Basler Nachrichten. Nr. 110, 13. März 1946.
- [Kein Titel]. In: St. Galler Tagblatt. Nr. 610, 30. Dezember 1955.
- [Kein Titel]. In: Basellandschaftliche Zeitung. Nr. 306, 30. Dezember 1955.
- [Kein Titel]. In: Basler Nachrichten. Nr. 557, 30. Dezember 1955 (mit Foto).
- [Kein Titel]. In: Der Bund. Nr. 1, 3. Januar 1956.
- e.g.: Abschied Dr. Geerings vom Bundesgericht. In: Basler Nachrichten. Nr. 181, 30. April 1956.
- Zum 80. Geburtstag von Dr. Walter Geering. In: Basler Nachrichten, Nr. 470, 7./8. November 1970.
- Ernst Eggenschwiler: Dr. Walter Geering zum Gedenken. In: Schweizerisches Zentralblatt für Staats- und Gemeindeverwaltung. Nr. 8, August 1976.
- Gustaf Adolf Wanner: Zum Tod von Dr. Walter Geering. In: Basler Nachrichten. Nr. 132, 10. Juni 1976.